# 韋爾希夫采韋
韋爾希夫采韋（烏克蘭語：Верхівцеве，發音：[werˈxiu̯tsewe]），或按俄語名译韦尔霍夫采沃，是乌克兰第聂伯罗彼得罗夫斯克州卡姆揚斯凱區韋爾希夫采韋市镇内的城市及同名市镇的行政中心，2020年7月18日前隶属于上第聶伯羅夫斯克區。該市距離州府聶伯城54公里，始建於1884年，面積14平方公里，海拔高度165米，2022年人口数量为9,948人。

## 图集

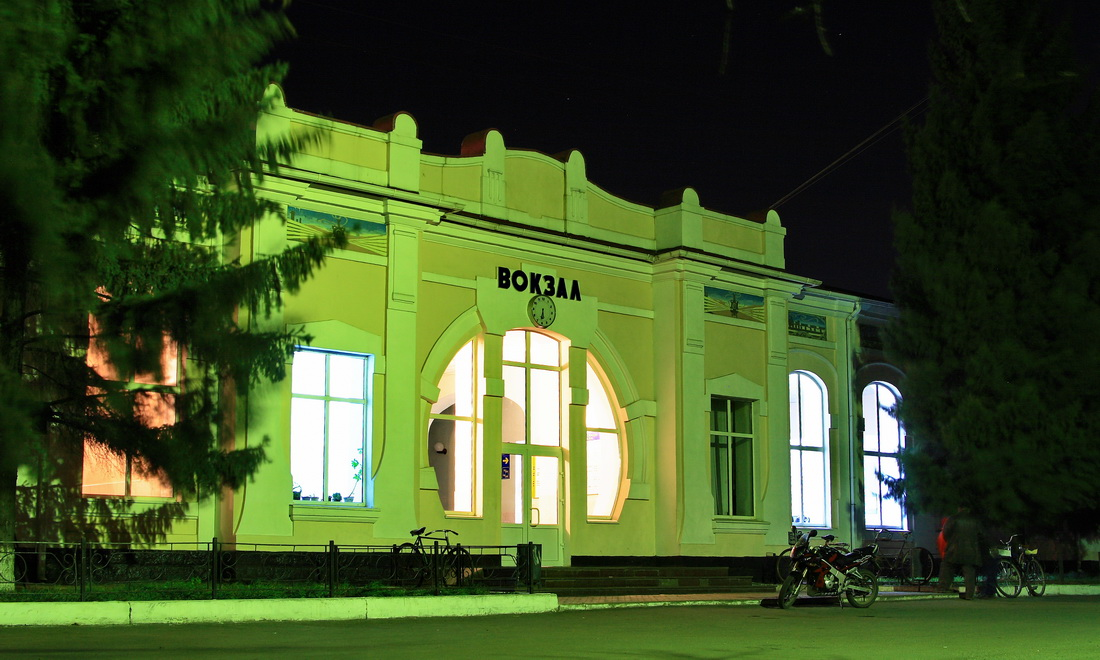

## 來源
1. ↑  李夜; 周俊英 (编). . . 北京: 商务印书馆: 152. 1999-08. ISBN 978-7-100-02651-2. OCLC 1054273558. NLC 000018054.（简体中文）
2. ↑   (PDF).   [2023-02-23]. （原始内容存档 (PDF)于2022-08-10）.